# AFL - Division II 2021
La AFL Division II 2021 è la 17ª edizione del campionato di football americano di terzo livello, organizzato dalla AFBÖ.
I Maribor Generals si sono ritirati a calendario emesso, perdendo quindi tutti gli incontri 35-0 a tavolino.

## Squadre partecipanti
| Club                 | Città          | Stadio | Sponsor ufficiale | Risultato nella stagione 2020 |
| -------------------- | -------------- | ------ | ----------------- | ----------------------------- |
| Danube Dragons 2     | Vienna         |        |                   |                               |
| Fehérvár Enthroners  | Székesfehérvár |        |                   |                               |
| Maribor Generals     | Maribor        |        |                   |                               |
| Pannonia Eagles      | Baumgarten     |        |                   |                               |
| Schwaz Hammers       | Schwaz         |        |                   |                               |
| Styrian Hurricanes   | Stallhofen     |        | Peicher - US cars |                               |
| Upper Styrian Rhinos | Kapfenberg     |        |                   |                               |
| Vienna Warlords      | Vienna         |        |                   |                               |

## Stagione regolare

### Calendario

#### 1ª giornata
| Vienna 4 settembre 2021, ore 15:00 | Vienna Warlords | 40 – 0 (12-0 6-0 16-0 6-0) referto | Pannonia Eagles | Sportzentrum Ravelin |

| Székesfehérvár 4 settembre 2021, ore 15:00 | Fehérvár Enthroners | 28 – 0 (14-0 6-0 8-0 0-0) referto | Danube Dragons 2 | FIRST Field |

| Schwaz 5 settembre 2021, ore 14:00 | Schwaz Hammers | 25 – 22 (0-7 0-0 6-7 19-8) referto | Styrian Hurricanes | Silberstadt Arena |

| Maribor 5 settembre 2021, ore 15:00 | Maribor Generals | 0 – 35 (a tavolino) referto | Upper Styrian Rhinos | Športni Park Tabor |

#### 2ª giornata
| Baumgarten 11 settembre 2021, ore 15:00 | Pannonia Eagles | 0 – 54 (0-24 0-14 0-8 0-8) referto | Fehérvár Enthroners | Franz Kovacsich Platz |

| Oberaich 11 settembre 2021, ore 15:00 | Upper Styrian Rhinos | 27 – 28 (7-14 7-14 13-0 0-0) referto | Schwaz Hammers | SV Oberaich |

| Maria Enzersdorf 12 settembre 2021, ore 13:00 | Danube Dragons 2 | 28 – 21 (7-7 6-7 8-0 7-7) referto | Vienna Warlords | BSFZ Südstadt |

| Voitsberg 12 settembre 2021, ore 15:00 | Styrian Hurricanes | 35 – 0 (a tavolino) referto | Maribor Generals | Hans Blümel Stadion |

#### 3ª giornata
| Maribor 18 settembre 2021, ore 15:00 | Maribor Generals | 0 – 35 (a tavolino) referto | Schwaz Hammers | Športni Park Tabor |

| Oberaich 18 settembre 2021, ore 15:00 | Upper Styrian Rhinos | 14 – 12 (7-0 0-6 0-0 7-6) referto | Styrian Hurricanes | SV Oberaich |

| Vienna 19 settembre 2021, ore 15:00 | Vienna Warlords | 7 – 35 | Fehérvár Enthroners | Sportzentrum Ravelin |

| Baumgarten 19 settembre 2021, ore 15:00 | Pannonia Eagles | 8 – 56 (8-28 0-28 0-0 0-0) referto | Danube Dragons 2 | Franz Kovacsich Platz |

#### 4ª giornata
| Schwaz 2 ottobre 2021, ore 14:00 | Schwaz Hammers | 35 – 0 (a tavolino) referto | Maribor Generals | Silberstadt Arena |

| Székesfehérvár 2 ottobre 2021, ore 15:00 | Fehérvár Enthroners | 50 – 7 (6-0 14-7 8-0 22-0) referto | Vienna Warlords | FIRST Field |

| Voitsberg 2 ottobre 2021, ore 15:00 | Styrian Hurricanes | 7 – 0 (0-0 0-0 0-0 7-0) referto | Upper Styrian Rhinos | Hans Blümel Stadion |

| Maria Enzersdorf 3 ottobre 2021, ore 16:00 | Danube Dragons 2 | 35 – 0 (21-0 14-0 0-0 0-0) referto | Pannonia Eagles | BSFZ Südstadt |

#### 5ª giornata
| Oberaich 9 ottobre 2021, ore 14:00 | Upper Styrian Rhinos | 35 – 0 (a tavolino) referto | Maribor Generals | SV Oberaich |

| Baumgarten 9 ottobre 2021, ore 15:00 | Pannonia Eagles | 14 – 27 (0-13 0-8 0-6 14-0) referto | Vienna Warlords | Franz Kovacsich Platz |

| Voitsberg 9 ottobre 2021, ore 15:00 | Styrian Hurricanes | 12 – 13 (6-0 6-7 0-0 0-6) referto | Schwaz Hammers | Hans Blümel Stadion |

| Maria Enzersdorf 10 ottobre 2021, ore 17:00 | Danube Dragons 2 | 21 – 58 (7-0 0-30 14-16 0-12) referto | Fehérvár Enthroners | BSFZ Südstadt |

#### 6ª giornata
| Székesfehérvár 16 ottobre 2021, ore 15:00 | Fehérvár Enthroners | 49 – 0 (20-0 22-0 7-0 0-0) referto | Pannonia Eagles | FIRST Field |

| Maribor 16 ottobre 2021, ore 15:00 | Maribor Generals | 0 – 35 (a tavolino) referto | Styrian Hurricanes | Športni Park Tabor |

| Schwaz 16 ottobre 2021, ore 18:30 | Schwaz Hammers | 35 – 28 (13-7 15-0 6-14 1-7) referto | Upper Styrian Rhinos | Silberstadt Arena |

| Vienna 17 ottobre 2021, ore 15:00 | Vienna Warlords | 28 – 45 (14-28 0-0 8-0 6-7) referto | Danube Dragons 2 | Sportzentrum Ravelin |

### Classifica
La classifica della regular season è la seguente:
- PCT = percentuale di vittorie, G = partite giocate, V = partite vinte,  P = partite perse, PF = punti fatti, PS = punti subiti

#### Conference A
| Pos. | Squadra             | PCT   | G | V | N | P | PF  | PS  |
| ---- | ------------------- | ----- | - | - | - | - | --- | --- |
| 1    | Fehérvár Enthroners | 1.000 | 6 | 6 | 0 | 0 | 274 | 35  |
| 2    | Danube Dragons 2    | .667  | 6 | 4 | 0 | 2 | 185 | 143 |
| 3    | Vienna Warlords     | .333  | 5 | 2 | 0 | 4 | 130 | 172 |
| 4    | Pannonia Eagles     | .000  | 6 | 0 | 0 | 6 | 22  | 261 |

#### Conference B
| Pos. | Squadra              | PCT   | G | V | N | P | PF  | PS  |
| ---- | -------------------- | ----- | - | - | - | - | --- | --- |
| 1    | Schwaz Hammers       | 1.000 | 6 | 6 | 0 | 0 | 171 | 89  |
| 2    | Styrian Hurricanes   | .500  | 6 | 3 | 0 | 3 | 103 | 52  |
| 3    | Upper Styrian Rhinos | .500  | 6 | 3 | 0 | 3 | 139 | 82  |
| -    | Maribor Generals     | .000  | 6 | 0 | 0 | 6 | 0   | 210 |

## Playoff

### Tabellone
|  | Semifinali | Semifinali          | Semifinali |                     |          | XIII Iron Bowl | XIII Iron Bowl | XIII Iron Bowl |  |
|  |            |                     |            |                     |          |                |                |                |  |
|  | 1B         | Schwaz Hammers      | 19         |                     |          |                |                |                |  |
|  | 1B         | Schwaz Hammers      | 19         |                     |          |                |                |                |  |
|  | 2A         | Danube Dragons 2    | 0          |                     |          |                |                |                |  |
|  | 2A         | Danube Dragons 2    | 0          |                     | 1B       | Schwaz Hammers | 35             |                |  |
|  |            |                     |            |                     | 1B       | Schwaz Hammers | 35             |                |  |
|  |            |                     | 1A         | Fehérvár Enthroners | 0 d.g.s. |                |                |                |  |
|  | 1A         | Fehérvár Enthroners | 1A         | Fehérvár Enthroners | 0 d.g.s. | 70             |                |                |  |
|  | 1A         | Fehérvár Enthroners |            |                     |          |                |                |                |  |
|  | 2B         | Styrian Hurricanes  | 0          |                     |          |                |                |                |  |

### Semifinali
| Székesfehérvár 30 ottobre 2021, ore 15:00 | Fehérvár Enthroners | 70 – 0 (28-0 21-0 21-0 0-0) referto | Styrian Hurricanes | FIRST Field |

| 30 ottobre 2021, ore 15:00 | Schwaz Hammers | 19 – 0 (7-0 6-0 0-0 6-0) referto | Danube Dragons 2 |  |

### XIII Iron Bowl
| 13 novembre 2021 | Schwaz Hammers | 35 – 0 (a tavolino) | Fehérvár Enthroners |  |

## Verdetti
- Schwaz Hammers Vincitori dell'AFL Division II 2021